# Roulette Records
Roulette Records fue una compañía discográfica norteamericana fundada en 1957 por George Goldner (propietario de numerosos sellos), Joe Kolsky, Morris Levy y Phil Khals, bajo la dirección creativa de los productores y compositores Hugo Peretti y Luigi Creatore. Levy ejerció de director ejecutivo.
El sello discográfico estuvo ligado a conocidos miembros de la mafia neoyorkina. Levy dirigió con mano de hierro la compañía, que en 1958 adquirió Roost Records. Posteriormente George Goldner abandonó Roulette y, a fin de liquidar sus deudas de juego, vendió sus sellos discográficos, Tico, Rama, Gee, End y Gone, a Levy, quien los agrupó a todos en Roulette Records. Peretti y Creatore también acabaron abandonando la compañía para trabajar como productores independientes para RCA Records durante la década de los 60. En 1971, Roulette se hizo con los derechos del catálogo de Jubilee Records.

## Historia
Durante los años 50, Roulette produjo varios sencillos de éxito para artistas como Buddy Knox, Jimmy Bowen, the Playmates, Jimmie Rodgers, Ronnie Hawkins y The Delicates, y publicó álbumes de Pearl Bailey, Dinah Washington y Count Basie.
Durante los años 60, Roulette lanzó una serie de éxitos ligados al popular baile twist, muy notablemente "Peppermint Twist" de Joey Dee and the Starliters y el álbum de Bill Haley & His Comets, Twistin' Knights at the Roundtable. Otros éxitos de los 60 fueron, "Two Faces Have I" de Lou Christie o "Easier Said Than Done" de the Essex, un grupo formado por marines estadounidenses destinados en Camp Lejeune. En 1964, Stephen Stills y Richie Furay trabajaron juntos por primera vez en una grabación para Roulette. 
En el Reino Unido,  Roulette era distribuido por el sello EMI Columbia. En abril de 1965, la revista musical NME informó que Roulette había acordado ofrecer un espectáculo patrocinado en la emisora de radio pirata Radio Caroline. El programa, de una hora de duración, grabado en Estados Unidos por el disc jockey Jack Spector, se emitió cinco veces a la semana durante dos años. El contrato reportó a la conocida emisora unas 10.000 libras.
Según Tommy James de Tommy James and the Shondells, cuyos sencillos, "Hanky Panky", "I Think We're Alone Now", "Mirage", "Mony Mony", "Crimson and Clover", entre muchos otros fueron producidos por el sello en esa época, Roulette era el negocio legal que servía de tapadera para la familia criminal de los Genovese. James estima que el sello se quedó con entre 30 y 40 millones de dólares de las regalías del grupo pero que a cambio les concedió total libertad creativa, algo que no hubiera sido posible en otra compañía.
Durante los años 60 y 70, Roulette fue una de las principales distribuidoras de discos para muchas grandes firmas. 
Levy fue el principal inversor en el sello de música rap Sugar Hill Records, fundado en 1974 por el matrimonio compuesto por Joe y Sylvia Robinson. Sugar Hill produjo el primer sencillo Top 40 de rap, "Rapper's Delight", en 1979. 
En 1981, Henry Stone acudió a Levy para que le ayudara a salvar del cierre TK Records, así que crearon Sunnyview Records bajo el paraguas de Roulette. En 1986, Levy fue detenido y condenado por extorsión a un informante del FBI, pero falleció en Ghent, Nueva York, antes de entrar en prisión. En 1989, Roulette Records fue vendido al consorcio formado por EMI (internacionalmente) y Rhino Records en los Estados Unidos, más tarde adquirido por el Grupo WEA (Warner/Elektra/Atlantic), actualmente conocido como Warner Music Group. A partir de 2013 Warner es el propietario de todo el catálogo de Roulette resultado de la adquisición de Parlophone en 2013.

## Artistas de Roulette Records
- Alive N Kickin'
- Louis Armstrong
- Au Go Go Singers
- Pearl Bailey
- Count Basie
- Jimmy Bowen
- Joanne Campbell
- Cathy Carr
- Marilyn Chambers
- The Choir
- Lou Christie
- Dave "Baby" Cortez
- Sammy Davis, Jr.
- Joey Dee and the Starliters
- The Delicates
- The Detergents
- The Devotions
- Tom Rizzi
- Ecstasy, Passion & Pain
- Duane Eddy
- Harry "Sweets" Edison
- The Essex
- Maynard Ferguson
- Bill Haley & His Comets
- Herman's Hermits
- Ronnie Hawkins
- The Hullaballoos
- Tommy James
- Tommy James & the Shondells
- Buddy Knox
- Frankie Lymon
- Deidre McCalla
- Lou Monte
- The Playmates
- The Rock-A-Teens
- Jimmie Rodgers
- Jeri Southern
- The Teenagers
- The Three Degrees
- Sarah Vaughan
- Dinah Washington
- Joe Williams
- Eddie Palmieri
- Richie Ray